# Leasa
Leasa – wieś w Rumunii, w okręgu Arad, w gminie Hălmagiu. W 2011 roku liczyła 206 mieszkańców. 